# كيسي شميت
كيسي شميت (بالإنجليزية: Casey Schmidt)‏ هو لاعب كرة قدم أمريكي في مركز الهجوم، ولد في 16 يونيو 1981 في Newbury Park, California ‏ في الولايات المتحدة.

## وصلات خارجية
- كيسي شميت على موقع الدوري الأمريكي (الإنجليزية)
- كيسي شميت على موقع قاعدة بيانات كرة القدم.إي يو (الإنجليزية)